# Svetozar Saša Kovačević
Svetozar Saša Kovačević (Žabalj, 3. januar 1950 — Novi Sad, 18. septembar 2022) bio je srpski kompozitor i univerzitetski profesor. Kovačević je bio redovni profesor Akademije umetnosti u Novom Sadu, orguljaš i kantor Reformatsko – hrišćanske crkve.

## Biografija
Nižu i srednju muzičku školu odsek teoretsko nastavnički i instrumentalni (harmonika) završio je u Novom Sadu u muzičkoj školi “Isidor Bajić”. Kompoziciju je učio kod prof. Dr Viktora Šafraneka, prof. Nikole Petina, akademika prof. Rudolfa Bručija, akademika prof. Vasilija Mokranjca a diplomirao u klasi akademika prof. Dušana Radića na Akademiji umetnosti u Novom Sadu. Još tokom studija nastupa najpre kao pijanista, opredeljujući se istovremeno za bavljenje orguljskom muzikom kao solista ili član ansambala koji izvode dela duhovne muzike na prostorima ex-Jugoslavije. Bio je na seminarima za gradnju i štimovanje orgulja u Grožnjanu (Hrvatska) 1973. kod prof. Patrika Kolona (Belgija) i na seminaru kamerne muzike u Amsterdamu i Utrehtu a na poziv holandske vlade 1974. godine. 
Predavao je harmoniku u nižoj muzičkoj školi “Davorin Jenko” u Beogradu. Bio je korepetitor opere i baleta Srpskog Narodnog Pozorišta u Novom Sadu i na Departmanu dramske umetnosti Akademije umetnosti u Novom Sadu za predmet: Tehnika glasa. U srednjoj muzičkoj školi “Isidor Bajić” u Novom Sadu predavao je predmet korepeticija i čitanje sa lista (prima vista) na klavirskom odseku. U periodu 1990-2010 bio je orguljaš i kantor Reformatsko – hrišćanske crkve u Novom Sadu i Somboru. Inicijator je otvaranja srednje muzičke škole u Somboru. Prošavši kroz sva zvanja u penziju je otišao kao redovni profesor na Akademiji umetnosti u Novom Sadu, Departman muzičke umetnosti, katedre za kompoziciju i muzikologiju za predmet: Sviranje i čitanje orkestarskih partitura. 
Od 2005 god. je uvršten među internacionalne kompozitore od strane IBC ( Internacionalni biografski centar ) u Kembridžu (Engleska) 2010 god. IBC mu je dodelio Diplomu i srebrnu medalju za dostignuća na polju ekumenske muzike a takođe je po njihovom izboru uvršten u publikaciju 2000 inostranih intelektualaca za 21 vek. (2000 outstanding intellectuals of the 21st. century) Na Univerzitetu u Mariboru (Slovenija) a povodom 30 godina ove najviše obrazovne institucije kao predstavnik Srbije prezentovao je svoj referat o ekumenizmu u muzici sa osvrtom na autorsko delo “MissaOecumenica” na internacionalnom simpozijumu “Religija i evropske integracije” pod pokroviteljstvom Evropske Unije, Evropske Akademije nauka i umetnosti iz Salzburga i Dunavske rektorske komisije. Kompozitorski opus obuhvata preko 300 kompozicija duhovne muzike, solo pesme, instrumentalne i scenske muzike, kamerne i simfonijske muzike. Stručni konsultant je knjige o Orguljama u Vojvodini autora Đerđa Mandića u zajedničkom izdanju Agape doo Novi Sad i Zavoda za kulturu Vojvodine 2005. Recezent je Muzičkog leksikona srpsko/engleski i englesko/srpski u izdanju Jezikoslovca u Beogradu 2006.
Bio je član Saveza kompozitora Srbije, Saveza kompozitora Vojvodine, osnivač i predsednik Upravnog odbora Fondacije Organum Pannonicum i osnivač i član Vojvođanskog udruženja za ranu muziku. 

## Nagrade
Svetozar Kovačević je dobitnik III nagrade na festivalu novih kompozicija za orkestar harmonika (1973), zatim nagrada za scensku muziku u predstavi “ Patkica Žutkica” na 28. festivalu lutkarskih pozorišta u Novom Sadu (1995).

Internacionalni biografski centar (IBC) iz Kembridža 2005. ga je uvrstio u svoju publikaciju 2000 Outstanding Intellectuals of the 21st Century, a 2010. IBC mu je za delo Missa Oecumenica dodelio diplomu i srebrnu medalju za dostignuća na polju muzike.

## Najznačajnija dela
Duhovna muzika (izbor)
- „Missa Oecumenica“ in nomine Jesu za soliste, mešoviti hor, orkestar i orgulje;
- „Hallelujah“ za flautu solo, mešoviti hor i kamerni orkestar;
- „Stabat Mater“ za flautu, obou, osmoglasni mešoviti hor i kamerni orkestar
- „Missa Theatrica“ za ženski hor i mešoviti hor a capella;
- „Otče naš“ po Svetom Ocu Vasiliju Ostroškom za mešoviti hor a capella;
- „Ave Maria“, za ženski hor i orgulje;
- „Ave Maria“ za sopran solo, flauta i orgulje

Koncertna i kamerna muzika (izbor)
- Koncert za čembalo i kamerni orkestar;
- Koncertni komad za orgulje i kamerni orkestar;
- Introdukcija i Velika fuga za ansambl kvarteta kontrabasa „bassiona amorosa iz Minhena
- Fuga za ansambl Varadinum kvartet Oradea Rumunija
- „Dharma Valcer“ za simfonijski orkestar;
- „Andante cantabile“ za violu i kamerni orkestar
- „Reminescence“ za violončelo i kamerni gudački orkestar
- „Partita Petrovaradinska“ za dve violine, gudački orkestar i čembalo

Operska muzika
„Safikada“ – Bosanska nacionalna opera (koautor)
- Solo pesme koje su ušle u antologiju savremenih srpskih solo pesama: Peščani sat, Rane, Sama, Kap kiše, Zidni sat, Zlatna igla.

## Diskografija
CD izdanja: 
1. Kroz mirise samoće – ciklus kompozicija za Flautu i Orgulje 2000. Izdanje autora
2. Petrovaradinska svita – izbor autorske muzike 2001. Izdanje autora
3. Missa Oecumenica – za soliste, mešoviti hor, barokni orkestar i kontinuo, 2003. Izdanje autora
4. Bajićevi gudači – 9 autorskih kompozicija za soliste gudače, učenike muzičke škole u Novom Sadu. Izdanje muzičke škole “Isidor Bajić” u Novom Sadu 2007.
5. Brazilski gudački kvartet Amizade je 2010. za svoj CD koji je izdat pod pokroviteljstvom ministarstva za kulturu brazilske vlade, snimio dve Kovačevićeve kompozicije - Fantazija na mađarsku temu i Fuga.
6. Burlesski – kompozicija za dva klavira, Ingmar Piano duo u izdanju SOKOJ-a 2013. 

## Spoljašnje veze
- Likovni Krug
- Intervju sa Svetozarom Kovačevićem
- Quarteto AMIZADE
- Muzičko stvaralaštvo u Vojvodini